# David Price (giocatore di baseball)
David Taylor Price (Murfreesboro, 26 agosto 1985) è un giocatore di baseball statunitense, lanciatore per i Los Angeles Dodgers della Major League Baseball (MLB).

## Carriera

### Tampa Bay Rays
Price fu selezionato la prima volta dai Los Angeles Dodgers al 19º turno del draft 2004, ma non firmò. Entrò nel baseball professionistico quando fu selezionato come prima scelta assoluta nel draft 2007 dai Tampa Bay Devil Rays.
Price debuttò nella MLB (con i Rays) il 14 settembre 2008, allo Yankee Stadium di New York City, contro i New York Yankees. La prima valida che concesse fu un fuoricampo all'interbase di New York Derek Jeter. La prima gara come titolare la disputò il 22 settembre 2008 contro i Baltimore Orioles. Guadagnò la sua prima vittoria in gara 2 delle American League Championship Series 2008 contro i Boston Red Sox, ottenendola prima nei playoff che nella stagione regolare. In gara 7 della stessa serie ottenne la sua prima baseball, eliminando i Red Sox campioni in carica. La seconda salvezza la ottenne in gara 2 delle World Series 2008 contro i Philadelphia Phillies. I Rays tuttavia persero la serie finale.
Il 30 maggio 2009, Price ottenne la prima vittoria nella stagione regolare nel 5–2 sui Minnesota Twins in cui fece registrare 11 strikeout. La sua prima annata completa terminò con un bilancio di 10–7, 4,42 di media PGL (ERA), 102 strikeout e 54 basi su ball concesse in 23 presenze come titolare.

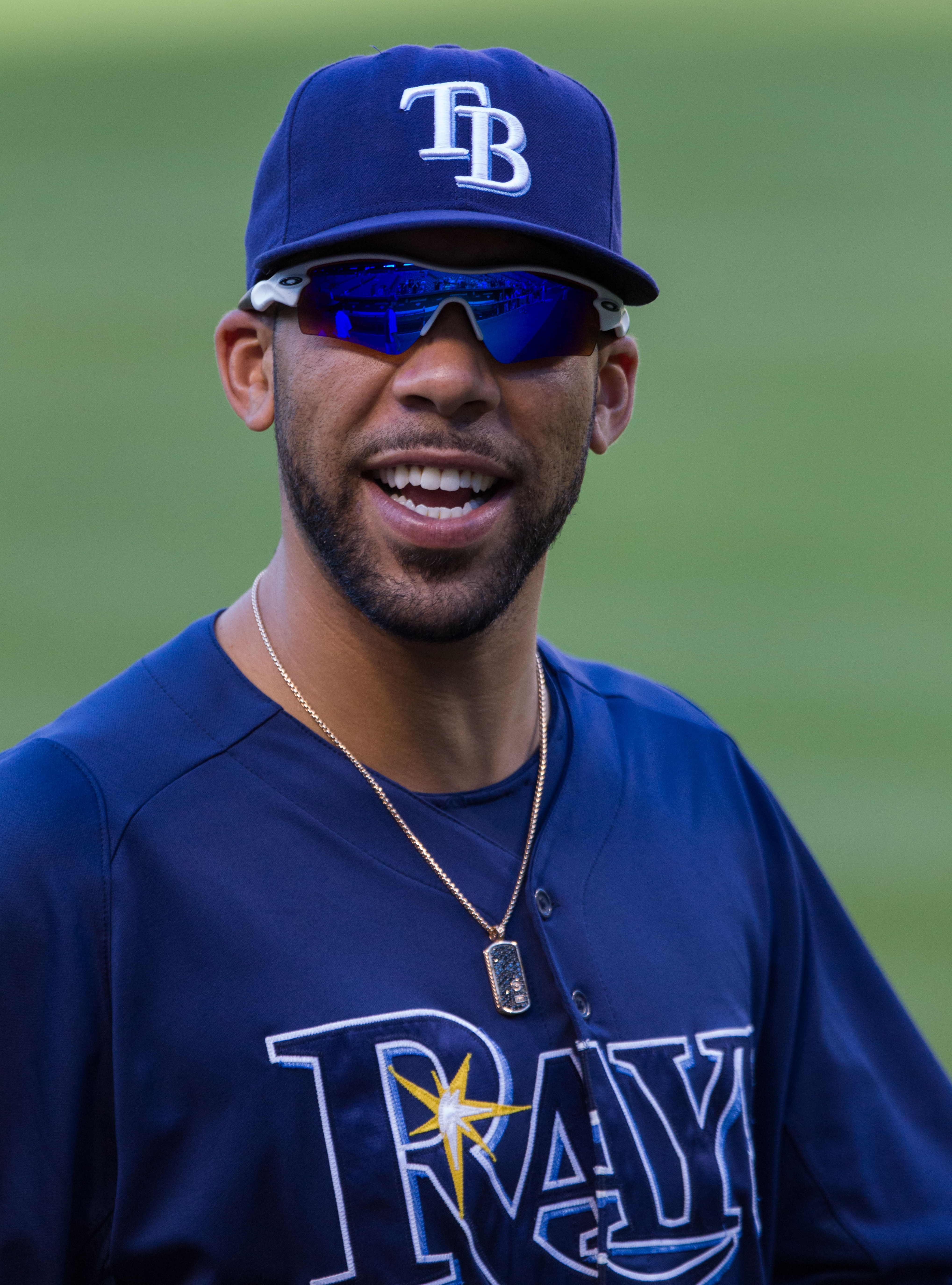
Price coi Rays nel 2012

Nella stagione 2010, Price fu il primo lanciatore dell'American League a raggiungere le dieci vittorie, il 15 giugno. In quel momento aveva un record di 10–2, guidando la lega con 2,31 di media PGL. Il giorno successivo fu convocato per il suo primo All-Star Game. La sua stagione si concluse al secondo posto dell'American League in vittorie (19) e al terzo in ERA (2,72). Fu inoltre ottavo nella lega in strikeout con 188. Nei playoff fu sconfitto in gara 1 e 5 nelle American League Division Series contro i Texas Rangers.
Nel 2011, Price ebbe un record di 12-13, venendo convocato per il secondo All-Star Game. L'anno seguente salì a un bilancio di 20–5 (primo alla pari della lega in vittorie), guidando la AL con 2,54 di media PGL, venendo premiato con il Cy Young Award. Price lanciò una gara completa senza subire punti contro i Los Angeles Angels il 24 aprile 2012, conclusa col punteggio di 5–0. Price fu il primo lanciatore della storia dei Rays con venti vittorie in una stagione e il più giovane assoluto dal 2004.
Nel 2013, Price ebbe un record di 10-8 con 3,33 di media PGL, guidando l'American League con un primato personale di quattro gare complete. Dopo tre convocazioni consecutive però, non fu selezionato per l'All-Star Game, cosa che invece tornò ad avvenire la stagione successiva. Dal 4 al 25 giugno, Price ebbe cinque partenze come titolare consecutive con almeno dieci strikeout, diventando l'ottavo giocatore della storia della MLB a riuscirvi.
Il 31 luglio 2014, Price fu scambiato coi Detroit Tigers. In quel momento aveva un record di 11–8, con 3,11 di media PGL, 189 strikeout, 23 basi su ball concesse in 23 gare da titolare coi Rays.

### Detroit Tigers
Con i Tigers, Price ebbe un record di 4–4 negli ultimi due mesi della stagione regolare, con 3,59 di media PGL e 82 strikeout. Complessivamente ebbe un record di 15–12, 3,26 di ERA e 1,08 di WHIP. Guidò la major league inning lanciati (248 e 173), battitori affrontati (1009) e strikeout (271).
Price fu nominato lanciatore titolare dei Tigers per il primo turno della stagione 2015, concludendo la striscia di sette annate consecutive del compagno Justin Verlander. Rispose lanciando 8 inning e 2/3 senza subire punti, nella vittoria dei Tigers 4–0 sui Minnesota Twins.
Il 6 luglio 2015, Price fu convocato per il suo quinto All-Star Game. Arrivò alla pausa per l'evento con un record di 9-2, 2,38 di ERA e 115 strikeout.

### Toronto Blue Jays
Il 30 luglio 2015, Price fu scambiato coi Toronto Blue Jays per Daniel Norris, Matt Boyd e Jairo Labourt. Debuttò con la nuova squadra il 3 agosto, lanciando 119 volte in otto inning, con undici strikeout e la vittoria, concedendo solo tre valide nella vittoria 5-1 sui Minnesota Twins al Rogers Centre. Quegli 11 strikeout pareggiarono il record di franchigia al debutto di José Núñez. Il 5 settembre, Price ottenne la 100ª vittoria in carriera contro i Baltimore Orioles. Price disputò 11 gare come partente per i Blue Jays nel 2015, con un bilancio di 9–1, 2,30 di ERA e 87 strikeouts. Partì come titolare in gara 1 delle ALDS per i Blue Jays, venendo sconfitto e scendendo a un record nella post-season di 1–6. La sua seconda vittoria la ottenne il 12 ottobre, lanciando 3 inning dopo avere sostituito il titolare R.A. Dickey. I Blue Jay giunsero fino alle Championship Series dove furono eliminati in sei gare dai Kansas City Royals futuri campioni.
Price concluse la stagione 2015 con un record di 18–5 e 2,45 di media PGL, classificandosi al secondo posto nel Cy Young Award dietro a Dallas Keuchel.

### Boston Red Sox
Il 1º dicembre 2015, Price si accordò con i Boston Red Sox con un contratto da record per un lanciatore di 217 milioni di dollari per sette anni, superando quello di Clayton Kershaw firmato l'anno precedente con i Dodgers.

### Los Angeles Dodgers
Il 4 febbraio 2020, i Red Sox scambiarono Price, assieme a Mookie Betts, con i Los Angeles Dodgers per Alex Verdugo e i giocatori di minor league Jeter Downs e Connor Wong.
Nel luglio 2020, Price scelse di non partecipare all'imminente stagione 2020 a causa dei potenziali rischi della pandemia di COVID-19, rimanendo dunque con zero presenze ufficiali all'attivo in una stagione che ha visto poi i Dodgers vincere il titolo. Giocò la prima partita con i Dodgers, il 2 aprile 2021 contro i Rockies, come lanciatore di rilievo. Durante la stagione prese parte a 28 partite come rilievo e 11 come partente.

## Palmarès

### Club
- World Series: 1

Boston Red Sox: 2018

### Individuale
- MLB All-Star: 5

2010, 2011, 2012, 2014, 2015
- Cy Young Award: 1

2012
- Babe Ruth Award: 1

2018
- Comeback Player of the Year: 1

2018
- Leader dell'American League in vittorie: 1

2012
- Leader dell'American League in media PGL: 2

2012, 2015
- Leader della MLB in strikeout: 1

2014
- Lanciatore del mese della AL: 1

settembre 2010
- Giocatore della settimana della AL: 1

9 agosto 2015
- Golden Spikes Award - 2007
- Dick Howser Trophy - 2007